# Igor Ivanovič Meller-Zakomelski
Baron Igor Ivanovič Meller-Zakomelski (rusko Его́р Ива́нович Ме́ллер-Закоме́льский), ruski general, * 1767, † 1830.
Bil je eden izmed pomembnejših generalov, ki so se borili med Napoleonovo invazijo na Rusijo; posledično je bil njegov portret dodan v Vojaško galerijo Zimskega dvorca.

## Življenje
Leta 1781 je vstopil v Preobraženski polk, a je bil nato premeščen k artileriji. Leta 1788 je bil kot podpolkovnik dodeljen Buškemu lovskemu korpusu in 2. septembra 1793 je bil povišan v polkovnika. Premeščen je bil v Tverski karabinjerski polk in leta 1797 v Rjazanski kirasirski polk. A še istega leta je bil odpuščen iz vojaške službe. 
Ponovno je bil aktiviran 2. novembra 1800 s činom polkovnika, nakar pa je bil 15. marca 1801 povišan v generalmajorja ter imenovan za poveljnika Tverskega dragonskega polka. 
V bitki pri Austerlitzu je bil hudo ranjen in ujet. 29. oktobra 1812 je postal poveljnik Mariupolskega huzarskega polka. V začetku kampanje leta 1812 je poveljeval korpusu (27 473 vojakov), nato pa je postal poveljnik 1. konjeniškega korpusa. 
17. decembra 1815 je bil dokončno upokojen.